# هونوراتوس
هونوراتوس (فرانسوی: Saint Honorat‎; c. 350 – ۱ ژانویهٔ ۰۴۳۰) قدیس مسیحی بود. بنیانگذار کلیسای لرینز بود که بعدها اسقف اعظم اولیه آرل شد. او به عنوان یک قدیس در کلیساهای کاتولیک و ارتدکس شرقی مورد احترام است.